# Fotovoltaická elektrárna Milovice
Fotovoltaická elektrárna Milovice měla podle záměrů Středočeského kraje publikovaných v únoru 2010 být vybudována v prostoru bývalého vojenského prostoru Milovice – Mladá. Šlo o největší z plánovaných, budovaných i provozovaných slunečních elektráren v České republice. Plocha určená projektem pro elektrárnu byla 150 hektarů, čemuž podle investora měl odpovídat výkon 68 MW, v březnu 2010 byl uváděn předpokládaný výkon 50 MW. V září 2010 ČEZ jako klíčový investor oznámil odstoupení od projektu. 

## Komplex projektů
Středočeský kraj vyhlásil výběrové řízení na využití pozemků a budov o celkové rozloze asi 250 hektarů, podmínky si vyzvedlo 6 zájemců, z nich 4 odevzdali projekty; dva zájemci nesložili požadovanou milionovou jistinu a další zájemce byl vyřazen, protože neřešil budoucnost lokality jako celku, takže vyhlášené podmínky nakonec splnil a za vítěze byl v únoru 2010 prohlášen jediný zbylý účastník, a to konsorcium „Sdružení pro rozvoj a revitalizaci bývalého vojenského výcvikového prostoru Mladá“, které reprezentuje koordinátorská společnost Mladá RP, s. r. o. a její společníci a jednatelé Oldřich Fiala ze Ženevy a Boris Čajánek z Jablonce nad Nisou. V konsorciu jsou údajně zastoupeny čtyři silné subjekty, a to „ČEZ Obnovitelné zdroje“, „FVE Boží Dar“, „Sudop Project Management“ a koordinátorská firma „Mladá RP“.
Tímto rozhodnutím sociálně-demokratického vedení kraje byly zároveň odloženy dřívější záměry občansko-demokratického vedení na obnovení leteckého provozu na bývalém vojenském letišti Boží Dar u Milovic i rozvojová studie, kterou předchozí vedení kraje nechalo za 5 milionů Kč zpracovat.
Vítěz výběrového řízení původně chtěl pozemky koupit, obce si však vymohly, aby si je kraj ponechal. Provozovateli elektrárny by byly pozemky krajem pronajaty na 20 let.
Nájemce též měl na vlastní náklady zbourat zdevastované bývalé vojenské stavby, převážně panelové, a zároveň na vlastní náklady odstranit případné ekologické zátěže, pokud by nějaké dosud nesanované byly ještě objeveny. Kromě fotovoltaické elektrárny by měl být vybudován ještě vědecko-technologický park, jehož součástí by mohlo být centrum inovačních technologií v oblasti využívání obnovitelných zdrojů energie nebo školicí a konferenční centrum Skupiny ČEZ. Dále součástí projektu měl být veřejně přístupný sportovní areál. Předpokládala se investice do elektrárny kolem 5 miliard Kč, náklady na odstraňování následků pobytu vojsk až půl miliardy Kč a na vědecko-technologický park a sportovní areál dalších 9 miliard. Projekt elektrárny měl vytvořit zhruba 150 pracovních míst, VT park a sportovní areál dalších 200 pracovních míst. V sanovaném území dále měly být vybudovány energeticky úsporné bytové komplexy. Na Benáteckém vrchu a Lipníku se počítalo s pastevním chovem ovcí, vybudováním jezdeckého areálu, v oblasti měla být vytvořena síť naučných stezek a vybavení pro cyklisty a turisty.
Na začátku února 2010 hejtman David Rath plánoval uzavřít smlouvu do konce března, se sanací se podle plánů z té doby mělo začít do roka.
Někteří místní obyvatelé proti projektu protestovali, nesouhlas vyjadřoval například vedoucí oddělení správy majetku města Karel Černý. Spor byl rovněž o to, zda je nutné zbourat všechny stávající budovy na letišti. V březnu 2010 projekt kritizoval bývalý hejtman Petr Bendl. V dubnu 2010 proti němu protestovali piloti Air klubu Lysá nad Labem. V dubnu se na akci leteckého klubu, který využíval některé hangáry na bývalém letišti, konala petice proti elektrárně, kterou podepsalo kolem 600 lidí. Na radnici se sešlo několik návrhů na konání referenda, město s jeho vyhlášením váhalo a nakonec musel konání referenda i znění otázky nařídit soud. 15. a 16. října 2010 se mělo v Milovicích konat místní referendum, iniciované odpůrci elektrárny. Hejtman David Rath varoval, že odmítnutí nynějšího projektu by mohlo být vykládáno jako schválení dřívějšího projektu, proti němuž místní obyvatelé také protestovali, zejména vybudování nákladového letiště.
Již začátkem března 2010 se objevily první pokusy distribučních společností o moratorium na solární projekty. ČEZ Obnovitelné zdroje v té době již silně váhala, zatímco zástupci Mladá RP věřili v její účast.
V červnu 2010 MF Dnes psala, že projekt elektrárny má problémy, a proto Středočeský kraj jedná s ČVUT o pronájmu areálu pro projekt sloužící této vysoké škole. Kraj rovněž přišel na to, že projekt FVE není v souladu s územním plánem, jehož případná změna je v působnosti městského zastupitelstva.
20. září 2010 se v médiích objevila zpráva, že investor smlouvu vzhledem ke změně podmínek státní podpory pro obnovitelné zdroje dosud nepodepsal a vybudování elektrárny je proto ohroženo. Pokud ji nepodepíše do konce roku 2010, kraj hodlá vyhlásit nové výběrové řízení na využití území. 23. září 2010 manažer komunikace skupiny ČEZ Martin Schreier potvrdil, že účast ČEZu v projektu již není reálná. Zároveň tvrdil, že jeho firma nebyla členem konsorcia firem, které uspělo v soutěži. Odstoupení z projektu mluvčí zdůvodnil tím, že nebyly splněny některé podmínky ze strany Mladá RP. Jednatelé Mladá RP označili za problém plánované snižování výkupních cen elektřiny se solárních elektráren, a hodlají ještě zvažovat, zda z projektu ustoupí.